# Les Pauvres Gens
Les Pauvres Gens (Бедные люди) est le premier roman de l'écrivain russe Fiodor Dostoïevski, qui commence à l'écrire en 1844, aussitôt après avoir quitté l'armée. Le texte paraît le 15 janvier 1846 dans le Recueil pétersbourgeois et connaît aussitôt un grand succès. Les Pauvres Gens est un roman épistolaire, le seul de Dostoïevski.

## «Un nouveau Gogol»
En 1843, Dostoïevski traduit — assez librement — Eugénie Grandet en russe et fait paraître la traduction en 1844. La même année, il écrit Les Pauvres Gens dans le secret. En mars 1845, il annonce à son frère Mikhaïl : « J'avais à peu près tout à fait terminé en novembre [1844], mais en décembre, j'ai eu envie de le refaire entièrement. Je l'ai refait et recopié, mais en février j'ai à nouveau recommencé à le nettoyer, à le polir, à ajouter et à supprimer ».
La rédaction est assez longue : seize mois en tout. Le 5 mai 1845, Fiodor écrit à son frère : « Ce roman, là, dont, je n'arrive absolument pas à me détacher, il m'a donné un tel travail que, si j'avais su, je ne l'aurais jamais entrepris. Je me suis dit qu'il fallait que je le re-corrige encore, et, je te jure, je l'ai amélioré. Il est devenu presque deux fois mieux. Mais bon, maintenant, il est terminé, et cette correction-ci a été la dernière. Je me suis juré de ne plus y toucher. »
Lorsqu'il publie le roman dans le Recueil pétersbourgeois en janvier 1846, c'est d'emblée le succès. Le critique Vissarion Belinski, qui connaît le roman par le truchement de Dmitri Grigorovitch, colocataire et ami de Dostoïevski et de Nikolaï Nekrassov, le porte aux nues. Eugène-Melchior de Vogüé donne de l'épisode une peinture assez vivante et souvent reprise :

« Le pauvre petit ingénieur [Dostoïevski] ne connaissait pas une âme dans le monde littéraire et ne savait que faire de son manuscrit. Un de ses camarades, M. Grigorovitch, qui tient une place honorée dans les lettres et m'a confirmé cette anecdote, porta le manuscrit chez Nékrassof, le poète des déshérités. À trois heures le matin, Dostoïevski entendit frapper à sa porte : c'était Grigorovitch qui revenait, amenant Nékrassof. Le poète se précipita dans les bras de l'inconnu avec une émotion communicative ; il avait lu toute la nuit le roman, il en avait l'âme bouleversée. [...] l'aube surprit les trois enthousiastes attardés dans une causerie exaltée, dans une communion d'espérances, de rêves d'art et de poésie.
En quittant son protégé, Nékrassof alla droit chez Biélinsky, l'oracle de la pensée russe, le critique dont le seul nom épouvantait les débutants. « Un nouveau Gogol nous est né ! s'écria le poète en entrant chez son ami. - Il pousse aujourd'hui des Gogol comme des champignons » répondit le critique de son air le plus renfrogné ; et il prit le manuscrit comme il eût fait d'une croûte de pain empoisonné. On sait que, par tous les pays, les grands critiques prennent ainsi les manuscrits. Mais, sur Biélinsky aussi, l'effet de la lecture fut magique; quand l'auteur, tremblant d'angoisse, se présenta chez son juge, celui-ci l'apostropha comme hors de lui : « Comprenez-vous bien, jeune homme, toute la vérité de ce que vous avez écrit ? Non, avec vos vingt ans, vous ne pouvez pas le comprendre. C'est la révélation de l'art, le don d'en haut : respectez ce don, vous serez un grand écrivain ! » - Quelques mois après, Les Pauvres Gens paraissaient dans une revue périodique, et la Russie ratifiait le verdict de son critique. »

— Eugène-Melchior de Vogüé, Le Roman russe.
Plus tard, l'écrivain raconte comment l'idée lui en vient lors d'une promenade au bord la Neva, dans l'hiver pétersbourgeois :
« C'est alors que m'apparut une autre histoire, dans quelque coin sombre, un cœur de conseiller titulaire, honnête et pur, candide et dévoué à ses chefs, et avec lui, une jeune fille, offensée et triste, et leur émouvante histoire me déchira le cœur ».
Le succès public, dont le jeune Dostoïevski se rengorge alors (« Mon avenir est brillantissime, frère ! » écrit-il dans sa lettre du 1er février 1846), est cependant de courte durée, puisque le deuxième roman, Le Double, est mal accepté par la critique, en particulier par Belinski. Dostoïevski se brouille d'ailleurs avec Nekrassov dès 1846, l'année même de la parution des Pauvres Gens, et avec Belinski dès l'année suivante.

### Une voix discordante
Ivan Tourgueniev fut l'un des rares écrivains à se montrer critique : « La glorification exagérée des Pauvres Gens fut une des premières erreurs de Belinski, qui témoignait du fait que son organisme commençait à s'affaiblir. » Les relations entre les deux écrivains connurent des hauts et des bas avant la brouille définitive qui éclata en 1867 à Baden-Baden.

## Personnages
De nombreux personnages, comme dans tous les ouvrages de l'auteur, avec l'utilisation des noms russes, patronymes et prénom, surnom ou diminutif(s)...
Les 2 personnages principaux sont voisins dans un quartier pauvre de Pétersbourg... mais s'écrivent les lettres très régulièrement...
- Macaire Alexéïevitch Diévouchkine (Makar Alexéïévitch Devouchkine[N 3]) : fonctionnaire subalterne d'un certain âge. Il protège Varvara de son nom et il l'aide. Son métier : la recopie...
- sa logeuse
- Téréza, servante,
- Faldoni, le valet,
- Les autres colocataires : 
  - Le quartier-maître et sa famille,
  - Le fonctionnaire dans le domaine littéraire, qui donne des soirées d'auteurs, Rataziaïev,
  - La pauvre famille d'un fonctionnaire sans travail, exclu du service, Gorchkov,
- Des collègues, fonctionnaires sous l'autorité de Son Excellence : Emélian Ivanovitch, conseiller titulaire lui aussi, qui est à la même table de travail que le héros. Fiodor Fiodorovitch, Piotr Pétrovitch, Axenti Ossipovitch, Fédosseï Ivanovitch, le scribe Ermolaïev, Timoféï Ivanovitch, Evstafi Ivanovitch, Axenti  Mikhaïlovitch,
- Emelia, Emelian Illitch, ancien fonctionnaire déchu.

- Varvara Alexéïevna Dobrossiélova (Varvara Alexéïevna Dobrossiolova), Varenka, la jeune parente éloignée et voisine de Macaire. Son père, décédé, était intendant d'un immense domaine, et il fut licencié et chassé après la mort du propriétaire terrien ; Déménagement vers Pétersboug en suivant.
- Fiodora, sa colocataire,
- sa logeuse,
- Sacha, la cousine de Varvara,

- M. Bykov, propriétaire terrien
- Anna Fiodorovna, dit être une parente de Varvara qu'elle aura logée jeune, elle et sa mère lorsqu'elle fut veuve, dans un logement sur l'île Vassili, une maison sise "Sixième Ligne". Amie et proche relation de M. Bykov.
- Pokrovski, Pétenka ou Pétia, étudiant pauvre, locataire d'Anna Fiodorovna, enseigne Sacha et Varvara,
- Zakhar Pétrovitch, le père de Pokrovski, vieillard pauvre en admiration de son fils, ancien fonctionnaire, veuf puis remarié. Se montre curieux, bavard absurde, et quelquefois en état d'ébriété. M. Bykov était son bienfaiteur.

## Résumé

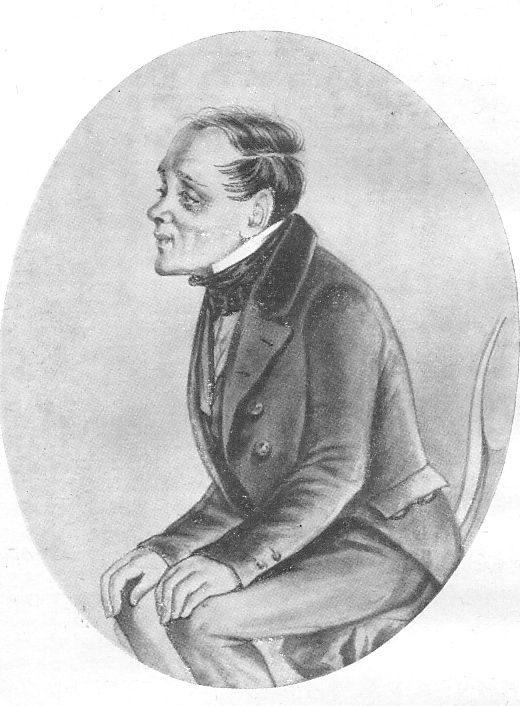
Illustration fait par Pierre Boklevskiy pour le roman Les Pauvres Gens.

Le roman est constitué par l'échange de lettres de deux personnages seulement. La correspondance se déroule sur quelques mois, du 8 avril 1844 au 30 septembre de la même année.
Un vieux fonctionnaire, Macaire Alexéïevitch Diévouchkine, correspond avec une jeune fille, Varvara Alexéïevna Dobrossiélova, parente éloignée pour laquelle il s'est pris d'affection. Ils habitent l'un en face de l'autre dans des immeubles délabrés de Saint-Pétersbourg et en se racontant les petits événements de leur quotidien, rendent compte de leurs conditions de vie misérables. Ainsi, Macaire habite dans la cuisine d'un grand appartement qu'il partage avec de nombreux personnages, dont la famille Gorchkov : leurs malheurs essaiment tout au long du roman.
Bien que tous deux soient sans le sou, ils s'entraident autant que faire se peut, tantôt par l'envoi de menue monnaie, tantôt par de petits cadeaux : des bonbons, des dentelles. Macaire Diévouchkine n'hésite pas à s'endetter pour aider Varvara Alexéïevna trop faible et trop malade pour travailler et sombre dans une plus grande misère chaque jour : ses vêtements se délabrent, ses dettes s'accumulent.
L'échange épistolaire est marqué par quelques épisodes un peu plus longs : le récit de l'enfance de Varvara et le début de ses malheurs à Saint-Pétersbourg, le premier amour de la jeune fille pour l'étudiant Pokrovski, la peinture des habitants de l'appartement communautaire de Macaire ou la quête d'argent de ce dernier auprès de ses collègues ou dans les bas-fonds de la ville.
Cette correspondance, Macaire en résume l'essence dans une dernière lettre, qu'il n'envoie finalement pas :
« Vous savez, je ne sais même plus ce que j'écris, je ne sais plus rien, je ne me relis même pas, je ne me corrige pas. J'écris seulement pour écrire, pour m'entretenir avec vous un peu plus longtemps... ». Cette dernière lettre résume l'un des principaux enjeux de cette œuvre : dessiner l'avenir de la littérature.

## Lectures
Les Pauvres Gens s'accommodent d'une double lecture, d'une part, une interprétation « politique », d'autre part une interprétation strictement littéraire. En effet, à côté de la sévère peinture de mœurs de la société pétersbourgeoise dans les années 1840, l'œuvre est truffée d'allusions littéraires. Il s'agit soit de référence à des œuvres déjà parues (Shakespeare, Schiller, Pouchkine, Gogol, etc.), soit de la confession que font les personnages de la difficulté qu'ils ont à écrire, soit de considérations générales sur la littérature.

### Un roman «socialiste»
Alexandre Herzen, le « père du socialisme russe », a qualifié Les Pauvres Gens de premier roman véritablement socialiste de la littérature russe,. Selon Pierre Pascal, Dostoïevski a défini très tôt sa vocation : « Connaître la vie des prolétaires et la décrire ».

### Un pastiche littéraire
Pour D. S. Mirsky, « le roman Les Pauvres Gens est le sommet de la littérature « philanthropique » des années 40 et donne un avant-goût des épouvantables visions de pitié qui caractérisent d'une manière si tragique les grands romans de Dostoïevski ».
Selon Joseph Frank, « le roman Les Pauvres Gens peut être intégralement considéré comme une parodie, non pas satirique, mais sentimentale et pathétique par le ton, puisqu'il s'agit manifestement d'une transformation de la nouvelle de Gogol intitulée Le Manteau (1842), mentionnée en clair dans le roman et lue par Diévouchkine. Gogol y brosse le portrait railleur d'un personnage ressemblant fort à Diévouchkine qui, à la lecture, y voit bien sûr une attaque personnelle ». Frank donne d'autres exemples de parodie (également tirée de Gogol), mais pour lui, la question centrale de l'œuvre reste celle de la « pitié sociale ».
En 1886, dans Le Roman russe, Eugène-Melchior de Vogüé reprend déjà cette idée dans une formule devenue célèbre :

« Parmi ces compositions inégales, Le Manteau mérite une place à part. Plus je lis les Russes, plus j'aperçois la vérité du propos que me tenait l'un d'eux, très mêlé à l'histoire littéraire des quarante dernières années : « Nous sommes tous sortis du Manteau de Gogol. » On verra plus loin combien la filiation est évidente chez Dostoïevski ; le terrible romancier est tout entier dans son premier livre, Les Pauvres Gens, et Les Pauvres Gens sont en germe dans Le Manteau.
Leur triste héros, le scribe Diévouchkine, n'est qu'une épreuve plus développée et plus noire d'Akaki Akakiévitch, le type grotesque d'employé créé par Gogol. »

— Eugène-Melchior de Vogüé, Le Roman russe.
Pour Sylvie Luneau également, Les Pauvres Gens sont le roman où l'influence de Gogol est la plus visible : « Akaki Akakievitch, le personnage du Manteau, la célèbre nouvelle de Gogol qui ouvrit le champ à tout le roman russe de la seconde moitié du XIXe siècle, est le frère aîné de Diévouchkine ».

### La présence de Pouchkine
Si les critiques s'évertuent à relier Les Pauvres Gens aux personnages de Gogol, Alexandre Pouchkine semble encore plus présent dans le texte de Dostoïevski. Ainsi la jeune fille n'hésite pas à s'endetter pour offrir à Pétinka Prokovski les œuvres complètes de Pouchkine. Le cadeau finit dans les mains de l'odieuse logeuse, Anna Fédorovna et est éparpillé par le père Pokrovski à l'occasion des obsèques de son fils.
À la fin du roman, Macaire Diévouchkine ne demande à conserver de la jeune fille qu'un des livres qu'elle lui a prêtés, les Récits de feu Ivan Pétrovitch Belkine de Pouchkine.